# Кристина Гессен-Кассельская
Кристина Гессен-Кассельская (нем. Christine von Hessen-Kassel; 19 октября 1578, Кассель — 19 августа 1658, Кассель) — принцесса Гессен-Кассельская, в замужестве герцогиня Саксен-Эйзенахская.

## Биография
Кристина — дочь ландграфа Вильгельма IV Гессен-Кассельского и его супруги Сабины Вюртембергской, дочери герцога Кристофа.
14 мая 1598 года в Ротенбурге Кристина вышла замуж за герцога Иоганна Эрнста Саксен-Эйзенахского, став его второй супругой. К этому времени отец Кристины уже умер, и все хлопоты по организации свадьбы взял на себя её брат Мориц. Приданое Кристины не было выдано супругу до тех пор, пока Кристине не были определены владения на случай вдовства. В брачном договоре Кристина отказалась от наследства как по линии родителей и братьев, так и по линии двоюродных братьев и сестёр.
Кристину описывали как благочестивую и образованную женщину, которая хорошо знала математику, историю, астрономию и астрологию. Выходя замуж, она перешла из кальвинистского вероисповедания в лютеранское. Она пережила мужа на 20 лет. В старости из-за глухоты была вынуждена пользоваться слуховой трубкой. Передала 6 тыс. гульденов на стипендии и борьбу с бедностью. Кристина похоронена в княжеской усыпальнице в церкви Святого Георга в Эйзенахе.